# Maria Corti
Maria Corti (7 de septiembre de 1915 – 22 de febrero de 2002) fue una filóloga, crítica literaria y novelista italiana. Considerada una de las principales eruditas literarias de la postSegunda Guerra Mundial en Italia, le concedieron numerosos premios, incluido el Premio Campiello por la totalidad de su labor. Sus trabajos de ficción fueron informados por su beca literaria, pero también tenían una vena claramente autobiográfica, en particular su Voci del nord-est (1986) y II delle canto sirene (1989). La mayor parte de su carrera la desarrolló en la Universidad de Pavía, donde estableció el Fondo Manoscritti di Autori Moderni e Contemporanei.

## Vida y carrera
Corti nació en Milán; era la única hija de Emilio y Celestina (nacida Goldoni) Corti. Su madre era una pianista que falleció cuando Maria tenía diez años. Después de la muerte de su madre, su padre, un ingeniero frecuentemente ausente de Milán que trabajaba en Italia del sur, la ingresó en una escuela internado de las Hermanas de San Marcellina. Allí estuvo cinco años. Después de dejar la escuela estudió en un liceo en Milán, viviendo en gran parte en su propio aparte de las vacaciones de verano pasaba con su padre en Apulia. Luego concurre a la Universidad de Milán donde finalmente obtiene dos grados. El primero en Literatura en 1936 con una tesis sobre latín medieval supervisada por Benvenuto Terracini. El segundo en Filosofía con una tesis en africano Spir supervisada por Antonio Banfi.
La carrera académica temprana de Corti coincidió con el fascismo italiano y fue reducida según leyes que prohibieron a las mujeres sostener la universidad o liceo enseñanza de posiciones. A partir de 1939 hasta 1950 trabajó como profesora en una escuela secundaria en Brescia, se dedicó a estudio privado y escritura, y estuvo activa en círculos antifascistas. De 1950 a 1962 dio clases en el Liceo Alessandro Volta en Como y luego en el Liceo Cesare Beccaria en Milán. También a partir de 1955 tuvo un cargo de enseñanza de media jornada en la Universidad de Pavía, que ella combinó con su trabajo enseñando en el liceo en Milán. Después de que su consejero Benvenuto Terracini regresara del exilio en 1947, ella retomó su colaboración de investigación con él y lazos personales e intelectuales cercanos formados con sus otros estudiantes-Cesare Segre, Gian Luigi Beccaria y Bice Mortara Garavelli. Los lazos durarían una vida, y Corti (quien nunca se casó) a menudo hablaba de estos eruditos como su 'familia'.
Su primer cargo de universidad principal vino en 1962 cuando fue designada a cargo de la cátedra de Historia de la lengua italiana en la Universidad de Lecce. Ese mismo año publicó su primer trabajo de ficción, L'ora di tutti, un juego nuevo histórico en Otranto. Maria había escrito otras dos novelas en 1947. La primera de estas, inicialmente titulada  II treno della pazienza y basada en sus experiencias viajando en tren a diario entre su trabajo docente en Brescia y su casa en Milán, fue publicada en una versión revisada en 1981 como Cantare al buio. La segunda, La leggenda di domani, fue publicada póstumamente en 2007 con una introducción de Cesare Segre. La novela Juego en Apulia, cuenta la historia de una muchacha huérfana de Milán que busca refugio con la familia de un pescador en Santa María di Leuca.
En 1964, Corti volvió a la Universidad de Pavía, donde le dieron un cargo permanente como profesora de Historia de Lengua italiana. Maria permaneció en Pavia por el resto de su carrera donde su beca, junto con aquel de Cesare Segre, D'Arco Silvio Avalle, y Dante Isella, la beca de Corti creó la llamada 'escuela de Pavia' de filología y semiótica. En Pavia, ella también estableció el Fondo Manoscritti di Autori Moderni e Contemporanei, un archivo de extenso manuscritos de autografo y otros documentos de los siglos XIX y XX. Maria fundó y corrigió el diario Autografo que publicó el trabajo de estudiante basado en el material en el archivo, así como otros dos diarios Alfabeta y Strumenti critici.
Corti siguió trabajando hasta su muerte. El manuscrito de su último trabajo, Scritti su Cavalcanti e Dante, se dio a su editor a principios del febrero de 2002. Murió del fracaso respiratorio en Milán dos semanas más tarde a la edad de 86 años. Su entierro se sostuvo en la Universidad de Pavía acompañado por sus colegas y estudiantes, Umberto Eco y los presidentes de la Accademia della Crusca y la Accademia dei Lincei. Después del entierro, se sepultó en su tumba de la familia maternal en Pellio Intelvi. El tomo 44 de Autografo, dedicado completamente a vida de Maria Corti y trabajo e incluso páginas antes inéditas de su diario, se publicó más tarde ese año.

## Principales trabajos
Filología y crítica literaria
- Studi sulla latinitià merovingia in testi agiografici minori (Principato, 1939)
- Studi sulla sintassi della lingua poetica avanti lo Stilnovo (Olschki 1953)
- Metodi e fantasmi (Feltrinelli, 1969)
- I metodi attuali della critica in Italia, coautora con Cesare Segre (ERI, 1970)
- Entro dipinta gabbia: Tutti gli scritti inediti, rari e editi 1809-1810 di Giacomo Leopardi, (Bompiani, 1972)
- Princìpi della comunicazione letteraria (Bompiani, 1976), publicada en una traducción al inglés en An Introduction to Literary Semiotics (Indiana University Press, 1978)
- II viaggio testuale. Le ideologie e le strutture semiotiche (Einaudi, 1978)
- Beppe Fenoglio. Storia di un «continuum» narrativo (Liviana, 1978)
- Una lingua di tutti: Pratica, storia e grammatica della lingua italiana,coautora con Emilio Manzotti y Flavia Ravazzoli (Le Monnier, 1979)
- Dante a un nuovo crocevia (Sansoni-Le lettere, 1981)
- La felicità mentale: Nuove prospettive per Cavalcanti e Dante (Einaudi, 1983)
- Per filo e per segno: Grammatica italiana per il biennio, coautora con Claudia Caffi (Bompiani, 1989)
- Storia della lingua italiana e storia dei testi (Ricciardi, 1989)
- Percorsi dell'invenzione: Il linguaggio poetico e Dante (Einaudi, 1993)
- Ombre dal fondo (Einaudi, 1997)
- Un ponte tra latino e italiano (Interlinea, 2002)
- Scritti su Cavalcanti e Dante (Einaudi, 2003)

Ficción
- L'ora di tutti (Feltrinelli, 1962)
- II ballo dei sapienti (Mondadori, 1966)
- Cantare nel buio (Farfengo, 1981)
- Voci del nord-est: Taccuino americano (Bompiani, 1986)
- II canto delle sirene (Bompiani, 1989)
- Otranto allo specchio, (All'insegna del pesce d'oro, 1990)
- Catasto magico (Einaudi, 1999)
- Storie (Manni, 2000)
- Le pietre verbali (Einaudi, 2001)
- La leggenda di domani (Manni, 2007)

## Lectura
- Nesi, Cristina (1995). Dialogo in pubblico (entrevista de longitud de libro con Maria Corti). Rizzoli. OCLC 456120449
- Guerra, Giorgia and Nesi, Cristina (eds.) (2000). Maria Corti: Voci, canti e catasti. Interlinea. OCLC 248628834
- Cremante, Renzo and Stella, Angelo (eds.) (2002). Maria Corti: Congedi primi e ultimi. Interlinea. OCLC 51772998
- Scorrano, Luigi (2002) Carte inquiete: Maria Corti, Biagia Marniti, Antonia Pozzi. Longo. OCLC 470210638
- Dolfi, Anna (ed.) (2005). Testimonianze per Maria Corti. Bulzoni OCLC 255133910
- Grignani, Maria Antonietta and Stella, Angelo (eds.) (2012). Maria Corti: Ancora dialogando. Interlinea. OCLC 800000731

- Datos: Q3847219